# Lista de emissoras de televisão do Maranhão
Esta é uma lista de emissoras de televisão do estado brasileiro do Maranhão. São 67 emissoras concessionadas pela ANATEL, além de 1 emissora que não possui concessão para operar. As emissoras podem ser classificadas pelo nome, canal analógico, canal digital, cidade de concessão, razão social, afiliação e prefixo.

## Canais abertos
| Nome                      | CA | CD      | Concessão                  | Sede            | Razão social                                          | Afiliação                                          | Prefixo |
| ------------------------- | -- | ------- | -------------------------- | --------------- | ----------------------------------------------------- | -------------------------------------------------- | ------- |
| Açailândia TV             | 5  | 36      | Açailândia                 | Açailândia      | Rádio e TV Cidade Ltda.                               | RedeTV!                                            | RTV     |
| Balsas TV                 | —  | 23      | Balsas                     | Balsas          | TV Mídia - Eventos e Comunicação Ltda.                | RedeTV!                                            | RTV     |
| Band Caxias               | 13 | —       | Caxias                     | Caxias          | Radiodifusão e TV Caxias Limitada                     | Band                                               | RTV     |
| Band Maranhão             | —  | 27      | São José de Ribamar        | São Luís        | Rede Metropolitana de Rádio e Televisão Ltda.         | Band                                               | ZYA 661 |
| FC TV                     | 3  | 41      | Codó                       | Codó            | Irmãos Oliveira Comunicações Ltda.                    | SBT                                                | RTV     |
| Imperial TV               | —  | 4 (18)  | Imperatriz                 | Imperatriz      | TV Chico do Rádio Comunicação Ltda.                   | RedeTV!                                            | RTV     |
| Nova TV                   | —  | 40      | Vargem Grande              | Vargem Grande   | Meireles & Fernandes Ltda.                            | Record                                             | RTV     |
| O Dia TV                  | —  | 27 (44) | Santa Quitéria do Maranhão | Teresina, PI    | OCAN Comunicação Digital SE Ltda.                     | RedeTV!                                            | ZYP 270 |
| Record News Maranhão      | —  | 23 (22) | São Luís                   | São Luís        | Sistema Guará de Radiodifusão Ltda.                   | Record News                                        | RTV     |
| Rede Mais Família         | —  | 19      | Santa Inês                 | Santa Inês      | Rádio Eldorado Ltda.                                  | Rede Mais Família                                  | ZYA 654 |
| Redevida Bacabal          | 19 | 26      | Bacabal                    | Bacabal         | Televisão Independente de São José do Rio Preto Ltda. | Redevida                                           | RTV     |
| Redevida Caxias           | 20 | 26      | Caxias                     | Caxias          | Televisão Independente de São José do Rio Preto Ltda. | Redevida                                           | RTV     |
|                           | —  | 21      | São Luís                   | São Luís        | Televisão Cidade Modelo Ltda.                         | RIT                                                | RTV     |
| TV Açucena                | 10 | —       | Balsas                     | Balsas          | RADIOVALE-Rádio e Televisão Vale do Farinha Ltda.     | Record                                             | RTV     |
| TV Alternativa            | —  | 19      | Paço do Lumiar             | São Luís        | Sistema WCS de Comunicação Ltda.                      | TV Meio                                            | RTV     |
| TV Anajás                 | —  | 16 (26) | Imperatriz                 | Imperatriz      | Televisão Independente de São José do Rio Preto Ltda. | Rede Vida                                          | RTV     |
| TV Assembleia             | —  | 9 (51)  | São Luís                   | São Luís        | Senado Federal                                        | .1 TV Senado .3 TV Câmara                          | ZYP 310 |
| TV Atenas                 | 13 | —       | Pedreiras                  | Pedreiras       | Atenas Comunicações Ltda.                             | Band                                               | RTV     |
| TV Athenas                | —  | 39 (40) | São Luís                   | São Luís        | TV Athenas Brasileira Ltda.                           | Independente                                       | RTV     |
| TV Boa Notícia            | 13 | 26      | Balsas                     | Balsas          | Televisão Independente de São José do Rio Preto Ltda. | Rede Vida                                          | RTV     |
| TV Brasil Maranhão        | —  | 2 (34)  | São Luís                   | São Luís        | Empresa Brasil de Comunicação S.A. - EBC              | TV Brasil .2 TV Brasil 2 .3 TV IFMA .4 Canal Saúde | ZYA 650 |
| TV Capital                | 8  | 18      | Balsas                     | Balsas          | RADIOMAR Rádio e TV do Maranhão Ltda.                 | RedeTV!                                            | RTV     |
| TV Central                | —  | 30      | São Luís                   | São Luís        | Rádio Voz do Cerrado Ltda.                            | Rede União                                         | RTV     |
| TV Cerrado                | 21 | 44      | Balsas                     | Balsas          | Sistema de Televisão Cerrado Ltda.                    | Rede Meio                                          | RTV     |
| TV Cidade                 | 7  | 36      | Bacabal                    | Bacabal         | RADIOVALE-Rádio e Televisão Vale do Farinha Ltda.     | Record                                             | RTV     |
| TV Cidade                 | 5  | —       | Caxias                     | Caxias          | Sistema Alecrim de Comunicações Ltda.                 | Record                                             | RTV     |
| TV Cidade                 | 11 | 26      | Codó                       | Codó            | TV Cidade de Codó Ltda.                               | Record                                             | RTV     |
| TV Cidade                 | 4  | 36      | Coroatá                    | Coroatá         | TV Cidade e Produções Ltda.                           | Record                                             | RTV     |
| TV Cidade                 | —  | 6 (36)  | São Luís                   | São Luís        | Rádio Ribamar Ltda.                                   | Record .2 Canal Ligados                            | ZYA 660 |
| TV Cidade Esperança       | —  | 14 (32) | Imperatriz                 | Imperatriz      | Fundação Evangélica Boas Novas                        | Boas Novas                                         | RTV     |
| TV Cidade Vale do Pindaré | —  | 50      | Santa Inês                 | Santa Inês      | TV Mídia - Eventos e Comunicação Ltda.                | TV Novo Tempo                                      | RTV     |
| TV Conecta Piauí          | 12 | 38      | Barão de Grajaú            | Barão de Grajaú | Rádio e TV Difusora do Maranhão Ltda.                 | SBT                                                | RTV     |
| TV Difusora Leste         | 11 | 38      | Caxias                     | Caxias          | Rádio Caxias Ltda.                                    | SBT                                                | RTV     |
| TV Difusora São Luís      | —  | 4 (38)  | São Luís                   | São Luís        | Rádio e TV Difusora do Maranhão Ltda.                 | SBT .2 TV Assembleia                               | ZYP 325 |
| TV Difusora Sul           | —  | 7 (38)  | Imperatriz                 | Imperatriz      | Rádio Curimã Ltda.                                    | SBT .2 TV EducaITZ                                 | ZYP 143 |
| TV Esperança              | —  | 17      | Açailândia                 | Açailândia      | Fundação Educacional Batista Esperança                | Rede Super                                         | RTV     |
| TV Guará                  | 44 | 10 (22) | Caxias                     | Caxias          | Sistema Guará de Radiodifusão Ltda.                   | RedeTV!                                            | RTV     |
| TV Integração             | —  | 8 (36)  | Araioses                   | Araioses        | Machado e Freitas Comunicações Ltda.                  | RedeTV!                                            | RTV     |
| TV Lago Verde             | 24 | 20*     | Lago Verde                 | Lago Verde      | Sistema de Comunicação Lago Verde Ltda.               | SBT                                                | RTV     |
| TV Liberdade              | 13 | 36      | Codó                       | Codó            | Prefeitura Municipal de Codó                          | RedeTV!                                            | RTV     |
| TV Líder                  | 7  | —       | Vargem Grande              | Vargem Grande   | Rádio e TV Difusora do Maranhão Ltda.                 | SBT                                                | RTV     |
| TV Maracu                 | 11 | 18*     | Viana                      | Viana           | Rádio Maracu Ltda.                                    | Record                                             | RTV     |
| TV Maranhense             | —  | 17      | São Luís                   | São Luís        | Sistema Maranhense de Radiodifusão Ltda.              | Rede Brasil                                        | RTV     |
| TV Mearim                 | 4  | 17      | Bacabal                    | Bacabal         | TV Mearim Ltda.                                       | Band                                               | RTV     |
| TV Meio                   | —  | 7 (22)  | Timon                      | Teresina, PI    | Sistema Timon de Radiodifusão Ltda.                   | Rede Meio .2 Aulas SEMEC .3 Cocais FM              | ZYP 142 |
| TV Mirante Balsas         | 6  | 31      | Balsas                     | Balsas          | Rádio Rio Balsas Ltda.                                | TV Globo .2 TV Educação (Futura)                   | ZYA 652 |
| TV Mirante Cocais         | 9  | 29      | Codó                       | Caxias          | TV Itapicuru Ltda.                                    | TV Globo .2 TV Educação (Futura)                   | ZYA 653 |
| TV Mirante Imperatriz     | —  | 10 (29) | Imperatriz                 | Imperatriz      | Rádio Mirante do Maranhão Ltda.                       | TV Globo .2 TV Educação (Futura)                   | ZYA 659 |
| TV Mirante São Luís       | —  | 10 (29) | São Luís                   | São Luís        | Televisão Mirante Ltda.                               | TV Globo .2 TV Educação (Futura)                   | ZYA 656 |
| TV Missão                 | 26 | —       | Coroatá                    | Coroatá         | —                                                     | Rede Super                                         | RTV     |
| TV Nativa                 | —  | 13 (36) | Imperatriz                 | Imperatriz      | Rádio Santa Mathilde Ltda.                            | Record                                             | RTV     |
| TV Nazaré São Luís        | —  | 43      | São Luís                   | São Luís        | Fundação Nazaré de Comunicação                        | TV Nazaré                                          | RTV     |
| TV Nova Era               | 9  | 18      | Colinas                    | Colinas         | Rádio e Televisão Nova Era Ltda.                      | Band                                               | RTV     |
| TV Nova Era               | 5  | —       | Lago da Pedra              | Lago da Pedra   | TV Mearim Ltda.                                       | RedeTV!                                            | RTV     |
| TV Palmeira do Norte      | 7  | 46*     | Codó                       | Codó            | Empresa de Comunicações do Vale do Itapecuru Ltda.    | Band                                               | RTV     |
| TV Pericumã               | 9  | 17      | Pinheiro                   | Pinheiro        | Rádio Patativa Ltda.                                  | Record                                             | RTV     |
| TV Pinheiro               | 11 | —       | Pinheiro                   | Pinheiro        | TV Pinheiro Ltda.                                     | Band                                               | RTV     |
| TV Remanso                | 7  | 36      | Santa Inês                 | Santa Inês      | Pindaré Comunicações Ltda.                            | Record                                             | RTV     |
| TV Rio Turiaçu            | 11 | 28      | Santa Helena               | Santa Helena    | Rádio Jorgeana Ltda.                                  | Record                                             | RTV     |
| TV São Bento              | —  | 40      | São Bento                  | São Bento       | Sistema de Comunicações L. Martins Ltda.              | Rede Meio                                          | RTV     |
| TV São Luís               | —  | 8 (41)  | São Luís                   | São Luís        | Rádio TV do Maranhão Ltda.                            | RedeTV!                                            | RTV     |
| TV Tropical               | 11 | 42      | Açailândia                 | Açailândia      | SISTEL Sistema de Televisão Ltda.                     | Record                                             | RTV     |
| TV UFMA                   | —  | 16      | São Luís                   | São Luís        | Fundação Universidade Federal do Maranhão             | SescTV                                             | ZYP 297 |
| TV Viana                  | 42 | —       | Viana                      | Viana           | Viana Sistema de Televisão Ltda.                      | RedeTV!                                            | RTV     |
| TV Verdes Lagos           | 2  | 14      | Lago da Pedra              | Lago da Pedra   | Verdes Lagos Comunicações Ltda.                       | Band                                               | RTV     |

* - Em implantação

### Extintos
| Nome                     | Canal | Cidade de concessão | Período de existência |
| ------------------------ | ----- | ------------------- | --------------------- |
| RIT São Luís             | 21    | São Luís            | 2003-2018             |
| TV Meio Norte Imperatriz | 19    | Imperatriz          | 2019-2024             |
| TVA                      | 13    | Açailândia          | 1991-2020             |
| TV Meio Norte Maranhão   | 28    | São Luís            | 2014-2019             |
| TV Nova Esperança        | 7     | Bacabal             | 2008-2019             |
| TV Capital               | 5     | Imperatriz          | ????-2018             |
| Record News Imperatriz   | 21    | Imperatriz          | ????-2018             |
| Super Sul TV             | 25    | Imperatriz          | ????-2018             |
| TV Mirante Santa Inês    | 13    | Santa Inês          | 1992-2017             |
| TV Sapucaia              | 7     | Rosário             | 2010-2017             |
| TV Araçagi               | 5     | São José de Ribamar | 2010-2016             |
| TV Mirante Açailândia    | 3     | Açailândia          | 2006-2016             |
| TV Consolação            | 2     | Colinas             | 2011-2015             |
| TV Cidade                | 11    | Pedreiras           | 1998-2015             |
| TV Educadora             | 26    | São Luís            | 1998-2014             |
| TV Mirante Chapadinha    | 7     | Chapadinha          | 1998-2013             |
| TV Leste                 | 57    | Caxias              | 2009-2011             |
| TV Canal Aberto          | 7     | Coroatá             | 2007-2008             |
| TV Cocais                | 8     | Caxias              | 1992-2001             |
| TVE Imperatriz           | 5     | Imperatriz          | 1984-1988             |
| TV Santa Inês            | 2     | Santa Inês          | ????-????             |